# Bản Bảy Mươi
Bản Bảy Mươi (tiếng Hy Lạp: Μετάφραση των Εβδομήκοντα, Metáphrasis tôn Hebdomḗkonta) hay Septuaginta (theo tiếng Latinh), còn viết là LXX (theo số La Mã), còn được biết đến là Cựu Ước tiếng Hy Lạp, là bản dịch tiếng Hy Lạp Koine lâu đời nhất của Kinh Thánh Hebrew và các sách thứ kinh liên quan. Năm sách đầu tiên của Kinh Thánh Hebrew, gọi là Ngũ Thư, được dịch vào giữa thế kỷ 3 TCN. Các sách còn lại được dịch từ khoảng 200 TCN tới 50 TCN. Truyền thống cho rằng 70 hoặc 72 học giả Do Thái đã dịch bản này, trở thành bản dịch Kinh Thánh thông dụng nhất của cộng đồng Do Thái nói tiếng Hy Lạp tại Alexandria.